# Johan Foss
Johan Foss, född 1703, död 8 november 1765, var en svensk bildhuggare. Foss var bildhuggaren bakom ett par av lejonhuvuden på inre borggården vid Stockholms slott.